# وادي السيليكون (مسلسل)
وادي السيليكون (بالإنجليزية: Silicon Valley)‏ هو مسلسل كوميدي أمريكي من تأليف مايك جدج وجون ألتشولر بدأ عرضه في سنة 2014 على هوم بوكس أوفيس. يتكون الموسم الأول من 8 حلقات، وتبلغ مدة الحلقة الواحدة 30 دقيقة. تم بث المسلسل لأول مرة بتاريخ 6 أبريل 2014. تركز القصة على ستة شبان والذين أسسوا شركة في وادي السيليكون. من بطولة توماس ميدلديتش، تي جاي ميلر، جوش برينر، مارتن ستار وأماندا كرو.

## موجز القصة
«ريتشارد هندريكس» مبرمج خجول ومنعزل يعمل في شركة إنترنت كبيرة تسمى «هولي». قام بتطوير تطبيق موسيقى يسمى «بيد بيبر» لشركة ناشئة في حاضنة أعمال يديرها رجل الأعمال «إيرليخ باكمان». يعرض هندريكس عمله على مبرمجين في هولي والذان بدورهما يسخران منه. مع ذلك في غضون ساعات، يكتشف الإداري التنفيذي لهولي «دونالد جاريد دان» ومساعدته «مونيكا غريغوري» أن التطبيق يحتوي على خوارزمية ضغط بيانات ثورية. الرئيس التنفيذي لشركة هولي «غافن بلسون» يقدم عرض شراء التطبيق بـ 10 ملايين دولار، في حين بيتر غريغوري يعرض استثمار بقيمة 200 ألف دولار مقابل 5٪ من ملكية الشركة. يوافق هندريكس على عرض غريغوري ويشكل فريق لتطوير التطبيق مع خمسة أشخاص آخرين.

## ضيوف شرف
- مارك بينكوس (الموسم 3 - الحلقة 8).

## وصلات خارجية
- وادي السيليكون على موقع IMDb (الإنجليزية)
- وادي السيليكون على موقع ميتاكريتيك (الإنجليزية)
- وادي السيليكون على موقع الموسوعة البريطانية (الإنجليزية)
- وادي السيليكون على موقع روتن توميتوز (الإنجليزية)
- وادي السيليكون على موقع فيلمافينيتي (الإسبانية)
- وادي السيليكون على موقع كينوبويسك (الروسية)
- وادي السيليكون على موقع ألو سيني (الفرنسية)
- وادي السيليكون على موقع قاعدة بيانات الفيلم (الإنجليزية)